# جولیان پیرس
جولیان پیرس (انگلیسی: Julian Pearce؛ زادهٔ ۱۵ آوریل ۱۹۳۷) بازیکن هاکی روی چمن اهل استرالیا است.